# J-beans
J-beans（ジェイビーンズ）は、豊原潤子（弟は俳優の豊原功補）が2004年7月6日に独立して立ち上げた、主に子役・ティーンタレントが所属する芸能事務所およびモデル事務所。
子役・ティーンを中心に、CM・ドラマ・映画・舞台・バラエティーに加え、ライブ活動にも取り組んでいる。

## 主な所属俳優・タレント
2025年5月12日 (月) 現在

### 女性
Ladies
- 宮ヶ崎徳子
- 宇乃みらい
- 椎葉紋加

### 男性
Mens
- 久松りょうた
- 角孝人
- 小池剛太郎
- 中尾壮位
- 畠山留佳

## 過去の主な所属タレント
- 小代優華[1]
- 大谷優希[2]
- 佐達ももこ[3]
- 志村勇人[4]
- 荒木次元[5]
- 道辰舜平[6]
- 志田弦音[7]
- 浅石陸希[8]
- 三俣凱[9]
- 立原勇武
- 松尾瑠璃
- 原菜乃華
- 柿澤崇之
- 野澤沙羅
- 加藤美月
- 伊藤凌
- 古田一紀
- 峯崎雄太
- 篠原立
- 柿澤司

## 業務提携
- SET
- 有限会社 Head Rock